# 古钱学
古钱学属于考古学的一个门类，以古代钱币为研究对象。旧古钱学主要研究钱币的形制、书体、重量和成分等。新古钱学则通过对古钱的研究，进而探求当时社会的政治、经济状况。中国现存最早的古钱学专著是宋朝洪遵的《泉志》。搜集资料较完备的有近人丁福保的《古钱大辞典》。
古钱学著作有：《钱谱》、《钱录》、《泉志》、《钱通》、《古泉汇考》、《古钱大辞典》、《吉金所见录》等。